# Heteropogon triticeus
Heteropogon triticeus  là một loài thực vật có hoa trong họ Hòa thảo. Loài này được (R.Br.) Stapf ex Craib mô tả khoa học đầu tiên năm 1912.